# Gal Alberman
Gal Alberman (hebreo: גל אלברמן) (Petaj Tikva, 17 de abril de 1983) es un futbolista israelí. Su posición natural es la de centrocampista. Gal empezó jugando en el Maccabi Petah Tikva, donde tuvo de compañeros a Tomer Ben-Yosef y Omer Golan.
En sus 5 años en Petaj Tikva, Gal ganó la Toto Cup , acabó 2.º en la liga con su club y también llegó a la final de la State Cup.
En 2006, Alberman fichó por el CD Tenerife, por aquel tiempo, equipo de la 2.ª división de España, pero no cuajó y tuvo que volver a su país, al Beitar Jerusalén. Tras ello, cuajó dos magníficas temporadas, en las que se alzó con dos títulos de Liga (06/07 y 07/08), uno de Copa (2008) y fue nombrado mejor jugador de la temporada 07/08.
En 2008, fue traspasado al Borussia Mönchengladbach, equipo de la Bundesliga alemana.

## Clubes
| Club                     | País     | Año       |
| ------------------------ | -------- | --------- |
| Maccabi Petah Tikva      | Israel   | 2000-2005 |
| Racing de Santander      | España   | 2005      |
| CD Tenerife              | España   | 2005-2006 |
| Beitar Jerusalem         | Israel   | 2006-2008 |
| Borussia Mönchengladbach | Alemania | 2008-2010 |
| Maccabi Tel Aviv FC      | Israel   | 2010-     |

- Datos: Q718309
- Multimedia: Gal Alberman / Q718309